# Tarján Gusztáv
Tarján Gusztáv (Sopron, 1907. március 16. – Miskolc, 1998. június 9.) bányamérnök, az MTA tagja. Az érc- és szénelőkészítés egyetemi tanára a Miskolci Egyetemen.

## Tanulmányai
Alap- és középfokú tanulmányait szülővárosában, Sopronban végezte. 1929-ben a soproni bánya- és erdőmérnöki főiskolán lett bányamérnök. A jogutód József nádor műszaki és gazdaságtudományi egyetem bánya-, kohó- és erdőmérnöki karán műszaki doktori oklevelet szerzett.

## Gyakorlati munkája
A bányamérnöki képesítés után először az érc- és szénelőkészítési tanszéken napidíjas gyakornokként tevékenykedett. Később az állami ércbányászatban helyezkedett el, 1939 és 1941 között a  csucsomi antimonbányában beosztott mérnök, majd üzemvezető főmérnök volt.

## Oktatási tevékenysége
1941-ben visszatért az egyetemre, ahol az érc- és szénelőkészítési tanszéken intézeti tanár volt. 1943-ban nyilvános rendkívüli tanárrá, majd 1943-tól nyilvános rendes tanárrá nevezték ki. 31 esztendeig vezette 1972-ig a Miskolci Egyetem a többszöri névváltozáson átment Ásványelőkészítési Tanszékét annak egyetemi tanára, majd nyugállományba vonulása után a tanszék tudományos főmunkatársa volt. 1951–1969 között az Országos Magyar Bányászati és Kohászati Egyesület alelnöke volt.

## Tudományos munkája
Legfontosabb eredményeit a hidrociklonokban a szilárd szemcsék között lefolyó áramlási viszonyok és mozgástörvények vizsgálatában érte el. 1951-ben lett az akadémia levelező tagja. Székfoglalójának címe: Adalékok az ülepítés klasszikus elméletéhez. Finkey József ülepítése-elméletének kritikai vizsgálata. 1976-ban lett az akadémia rendes tagja. 1950–1980 között részt vett valamennyi magyarországi dúsító illetve előkészítőmű létesítésében, irányította a létesítések tervezéséhez szükséges laboratóriumi és félüzemi kísérleteket. Jelentős eredményeket ért el az eljárások és berendezések fejlesztésében is. A róla elnevezett flotáló-cellákat külföldön is eredményesen használták. Két ízben 1950-ben és 1953-ban Kossuth-díjjal ismerték el tudományos munkáját. 23 könyve és több mint 200 publikációja jelent meg. 1931–1989 közötti iratanyagát a Miskolci Egyetem levéltára őrzi.

## Fontosabb szakirodalmi munkái
- Ércelőkészítéstan. Budapest, 1954
- Szénelőkészítéstan. Budapest, 1955; kínai nyelven: Peking, 1958
- A vasércek és nagyolvasztók elegyének előkészítése. (Vaskohászati Enciklopédia IV.) Budapest, 1956
- Ásványelőkészítés. (Bányászati kézikönyv. II. kötet.) Budapest, 1964
- Aprítás és örlés. Budapest, 1965
- Ásványelőkészítés I–II. Budapest, 1969
- Vegyipari gépek és műveletek. Budapest, 1973
- Mineral processing. I–II. Budapest, 1986